# Monumento a los Mártires de la Libertad
El monumento a los Mártires de la Libertad, conocido también como monumento a los Coloraos o Pingurucho, es una columna conmemorativa erigida en la ciudad española de Almería, ubicada en la plaza de la Constitución de la ciudad. Este monumento rememora el episodio de la Década Ominosa en el que un grupo de combatientes liberales, procedentes de Gibraltar y vestidos con el uniforme de marina británico, de un característico color rojo y que a la postre les haría ser conocidos como los Coloraos, llegaron a la ciudad de Almería en agosto de 1824 a realizar un pronunciamiento en contra del absolutismo de la época y una vuelta a la Constitución de 1812. El monumento que se puede ver hoy es una réplica del original, que fue destruido en 1943.

## Contexto
La noche del 2 de agosto de 1824, en plena Década Ominosa, un periodo oscuro durante el reinado de Fernando VII, una pequeña expedición de 65 voluntarios liderados por el coronel Francisco Valdés, viajando en tres faluchos capitaneados por el contrabandista Francisco Cubells, también apodado como el Borrascas, zarparon desde Gibraltar con destino a Almería, pero un fuerte viento de levante impidió el viaje y tuvieron que retroceder hasta Tarifa, donde fueron apresados tras asaltar el presidio de Santa Catalina, y posteriormente fusilados.
Pocos días después, el seis de agosto, un grupo de 49 voluntarios dirigidos por Pablo Iglesias González, entre los que se encontraban veintidós combatientes de ideología liberal procedentes de Gibraltar en un bergantín británico llamado Federico y ataviados con el uniforme rojo de la infantería de Marina Real británica, con el fin de emular el pronunciamiento de Riego e intentar restablecer la Constitución de 1812. Sin embargo, este pronunciamiento no tuvo éxito y los expedicionarios fueron fusilados el día 24 de ese mismo mes, cerca de lo que hoy es la plaza de toros de Almería. En esta expedición se encontraban también Claude-François Cugnet de Montarlot y Benigno Morales, editor del periódico satírico El Zurriago.
La Gaceta de Madrid equiparó a los insurrectos con vulgares piratas, destacando que «los realistas y paisanos, y hasta las mujeres de Almería y de los pueblos de Gádor, Rioja, Pechina y Tabernas, acudieron a rechazarlos con la misma decisión y vigor con que solían rechazar a los [piratas] argelinos; y acometiendo a un tiempo a los que desembarcaron y a los contrabandistas, obligaron a estos a huir y abandonar el intento de auxiliar a los piratas».

## Monumento

### Primer Monumento
Originalmente, se construyó un pequeño mausoleo en el antiguo cementerio de Belén, emplazado en la antigua calle Cenotafio (hoy Soledad Torres Acosta) donde acaba la calle Granada y se encuentra la rambla de Bélen. En 1837 la sociedad almeriense honra la memoria de los Mártires de la Libertad y erige un monumento acogiendo sus restos mortales, construyendo un primer Cenotafio que tenía forma de obelisco sobre una base cuadrangular con una lápida grabada con los nombres de los fusilados y flanqueada por cuatro flameros.
El llamado Cenotafio era diseño de Juan de Mata Prats, maestro de fortificaciones, arquitecto y dibujante.
De este monumento no existen restos materiales, pero su diseño en forma de aguja sobre una base, remite al aún existente, que se construyó después en Málaga en la Plaza de la Merced(1842), en homenaje al general Torrijos y sus 48 compañeros fusilados el 11 de diciembre de 1831 en un levantamiento liberal 7 años posterior al de Almería.
Ambos monumentos de Almería y Málaga corresponden al arquetipo de monumento funerario en forma de obelisco con base, cuyo antecedente nacional más próximo es el de los Héroes del 2 de Mayo en la Plaza de la Lealtad de Madrid diseñado en 1820.

### Segundo Monumento
Durante la revolución de 1868 se acordó la construcción de un monumento más significativo que recordara el evento. 
En 1870, tras el derribo de las murallas de la ciudad (1855), se inicia el desarrollo urbanístico de la Almería moderna configurándose el eje urbano del Paseo, se construye el segundo monumento en la Puerta de Purchena, con otro diseño distinto (columna, con base y capitel) al del Cementerio de Belén (aguja u obelisco sobre base) aunque con el mismo fin, acoge a sus pies los restos de los Coloraos. se inauguró el 27 de diciembre de 1870, en una etapa de ayuntamiento liberal, tras el acuerdo municipal de 1868 para su construcción
El diseño de este monumento en forma de columna (basa-fuste-capitel) sobre una elevada base octogonal, rematada por una bola del mundo es el que ha permanecido y llegado hasta la actualidad. Fue diseñado en estilo neoclásico por el arquitecto murciano José Marín-Baldo y Cachia que trabajó en Almería una década, del 1859 al 1869 y al que claramente se debe el diseño del Monumento.
Hubo intervención del arquitecto Enrique López Rull en su ejecución cuando el primero se traslada fuera de Almería.

### El monumento en la Plaza Vieja.
Antes de 1900 la Plaza Vieja albergaba el mercado de abastos de la ciudad (de ahí su denominación popular) con puestos al aire libre y barracas de madera ocupando el espacio libre.
El Monumento fue trasladado –en realidad reconstruido en buena parte con el mismo diseño– a la Plaza Vieja (actual Plaza de la Constitución) en 1900 por el arquitecto Trinidad Cuartara Cassinello, que le añadió a la bola que remata la columna, los característicos pinchos en forma de rayos, denominados popularmente “los pinchos de Cuartara”.
El Monumento a los Mártires de la Libertad es desde entonces el principal monumento civil de la ciudad y constituye uno de sus símbolos identitarios, permaneciendo en la Plaza Vieja hasta 1943.

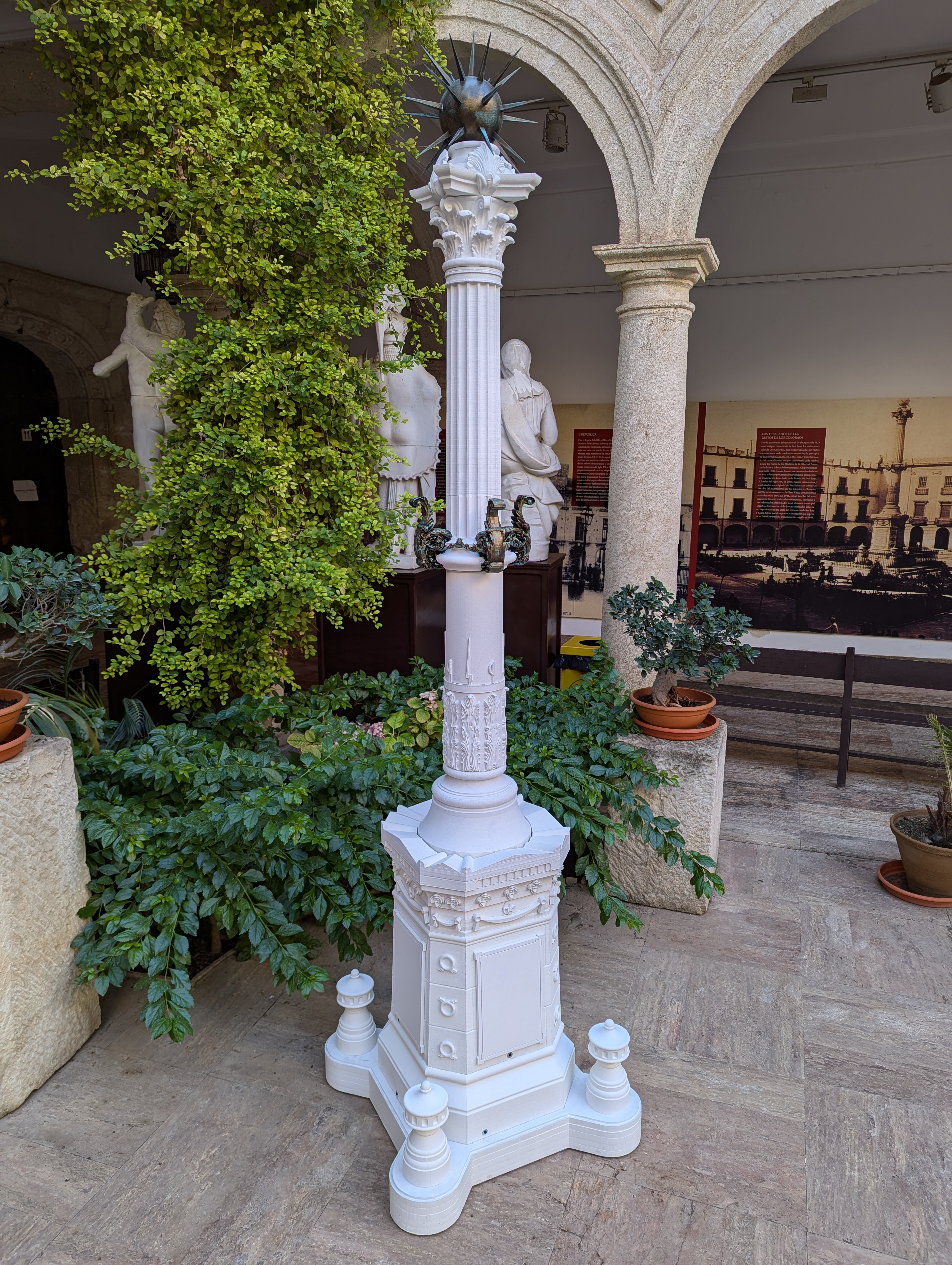
Maqueta del monumento a los Mártires de la Libertad, parte de la exposición para el segundo bicentenario.

## Destrozo y reconstrucción
Hacia mayo de 1943 se preveía la visita del dictador Francisco Franco a la ciudad de Almería, a pronunciar su discurso En España amanece. El por entonces alcalde de la ciudad, Vicente Navarro Gay, decidió destruirlo para evitar que el caudillo diera su discurso frente a un monolito liberal y constitucionalista.
Desde su destrucción se extraviaron los restos de los Mártires de la Libertad depositados en su base desde el primitivo obelisco de 1837. Restos que debieron ser trasladados al cementerio municipal, donde han sido localizados hace pocos años en un nicho numerado, gracias a las investigaciones de Carmen Ravassa Lao, presidenta de la Asociación Bicentenario de los Coloraos.
En 1984 se comenzó la construcción de una fiel reproducción del monumento, cuyo coste ascendió a 48 millones de pesetas, siendo inaugurado el 24 de agosto de 1988. Alberga una altura de 17,30 metros de altura y un peso de 179.000 kilos de mármol blanco de Macael, y para su construcción hubo que destruir parte de un refugio existente bajo la plaza para dejar espacio a sus cimientos.
La esfera de cobre espigada que está situada en la parte superior de la columna fue obra del artesano granadino José Adolfo Heredia Navarro.

### Detalle de las Inscripciones

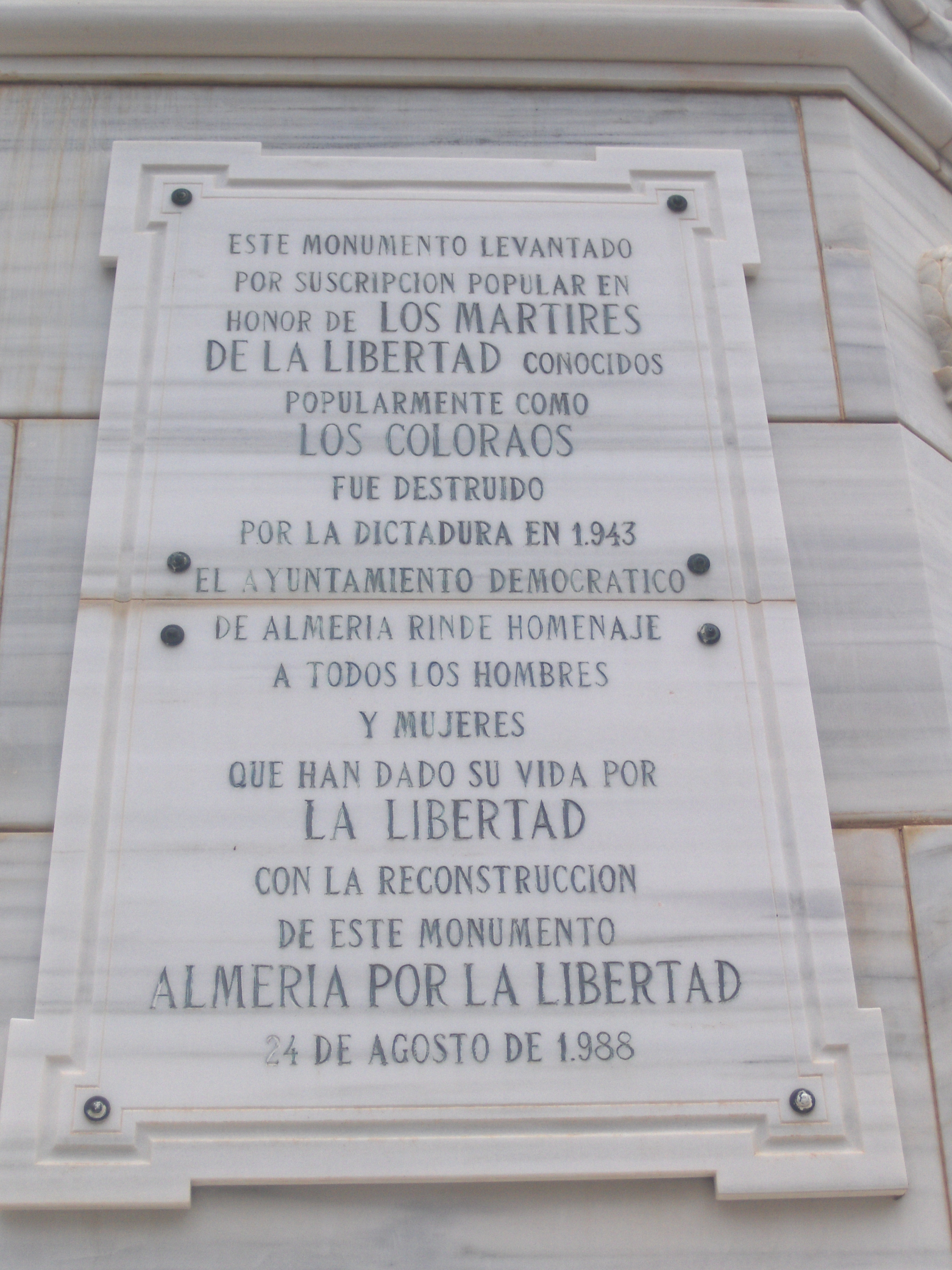
Inscripción en memoria de los ajusticiados en el Monumento a los Coloraos, Almería.

El monumento actual reconstruido cuenta con tres inscripciones. En la mitad inferior del fuste de la columna:

A LOS SACRIFICADOS EL 24 DE AGOSTO DE 1824

En las lápidas de las caras de la base del monumento, en la del anverso del pedestal:

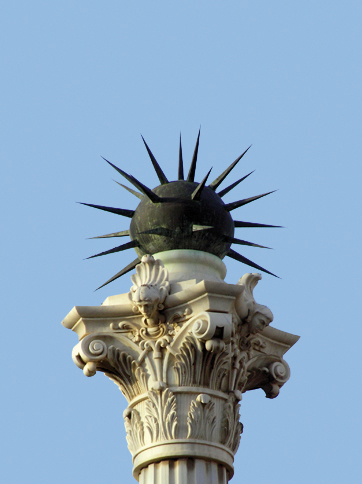
Esfera de cobre obra de José Adolfo Heredia Navarro

A LA MEMORIA DE LAS
ILUSTRES VICTIMAS
 DE LA LIBERTAD
 SACRIFICADAS
 POR EL FEROZ DESPOTISMO
 EN ALMERIA
 EL  DÍA 24 DE AGOSTO DE
 1824.

En la del reverso del pedestal:

ESTE MONUMENTO LEVANTADO
POR SUSCRIPCIÓN POPULAR EN
 HONOR DE LOS MÁRTIRES
 DE LA LIBERTAD  CONOCIDOS
 POPULARMENTE COMO
 LOS COLORAOS
 FUE DESTRUIDO
 POR LA DICTADURA EN 1943
  EL  AYUNTAMIENTO DEMOCRATICO
 DE ALMERIA RINDE  HOMENAJE
 A TODOS LOS HOMBRES
 Y MUJERES
 QUE HAN DADO SU VIDA POR
  LA LIBERTAD
 CON LA
 RECONSTRUCCION
  DE ESTE MONUMENTO
 ALMERIA POR LA LIBERTAD
 24 DE AGOSTO DE 1988.

## Traslado
La alcaldía del popular Ramón Fernández-Pachecho planteó en varias ocasiones la reubicación del monumento en el parque Nicolás Salmerón. Algunos partidos municipales como Ciudadanos se niegan al traslado y lo consideran un "despilfarro", mientras que la decisión fue recurrida por el PSOE al Tribunal Superior de Justicia de Andalucía.Finalmente se prohibió el traslado por el tribunal y, además, fue declarado Lugar de memoria democrática en 2024, en  aplicación del artículo 50.3 de la Ley 20/2022, de 19 de octubre, de Memoria Democrática.